# Ghetto di Izbica
Il ghetto ebraico di Izbica fu istituito dalla Germania nazista nel comune polacco di Izbica, a seguito dell'occupazione della Polonia nell'ambito della seconda guerra mondiale. Il ghetto fu utilizzato come luogo di transito per gli ebrei deportati dalla Polonia, dalla Germania, dall'Austria e dalla Cecoslovacchia e destinati ai campi di sterminio di Bełżec e Sobibór. Il ghetto fu creato nel 1941, anche se i primi trasporti di ebrei provenienti dal Deutsches Reich cominciarono a giungervi già nel 1940. Izbica era il più grande ghetto usato come zona di transito del distretto di Lublino, e aveva un tasso di mortalità quasi pari a quello del ghetto di Varsavia. L'SS-Hauptsturmführer Kurt Engels, noto per la sua estrema crudeltà, fu il comandante del ghetto dalla sua istituzione fino alla liquidazione finale.

## La storia

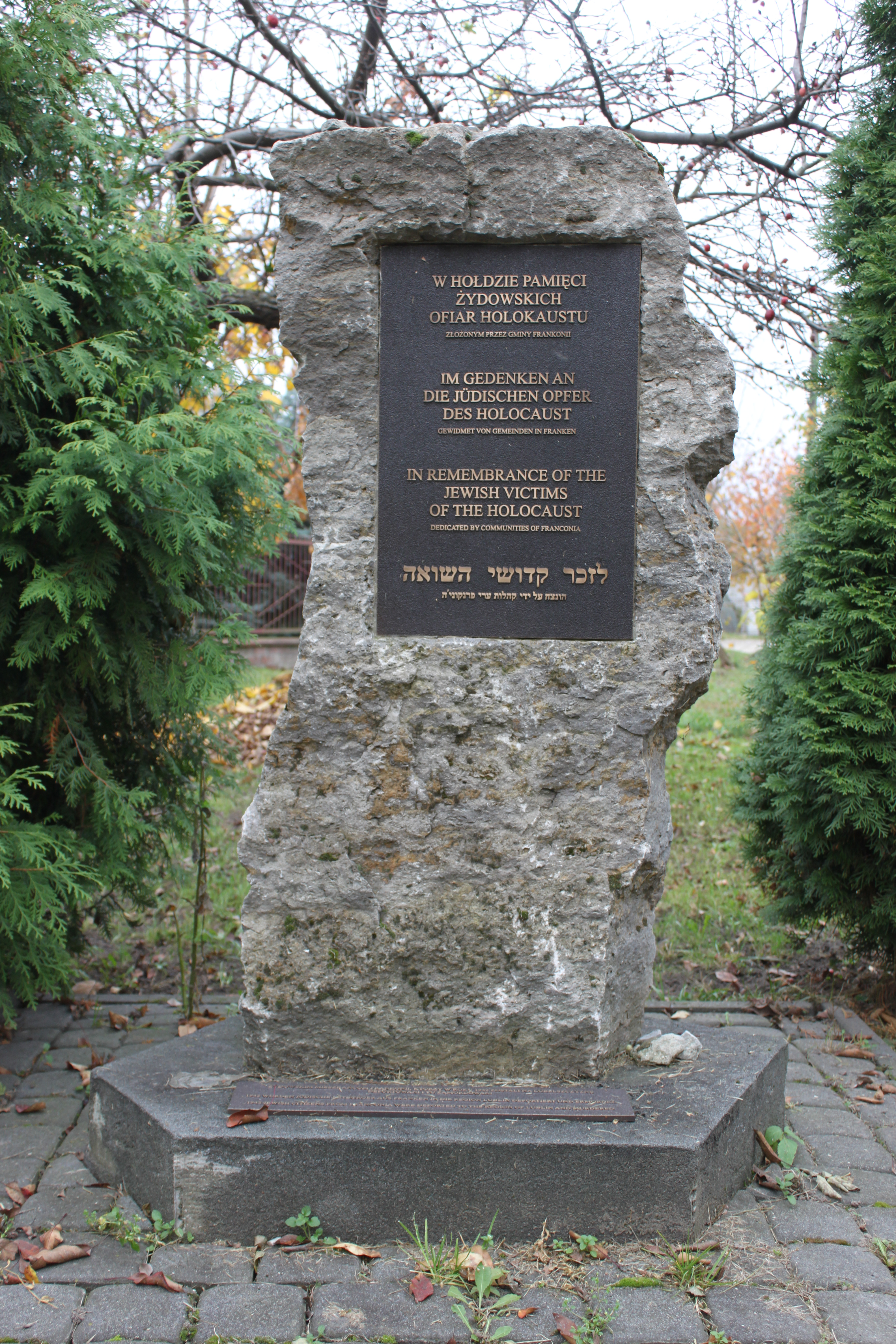
Monumento alle vittime dell'Olocausto di Izbica

Gli ebrei residenti a Izbica venivano tenuti separati dai nuovi arrivati e costretti ad alloggiare dall'altra parte dei binari ferroviari. Inoltre, gli ebrei deportati dalla Germania e dall'Austria venivano ulteriormente differenziati da quelli polacchi: i primi erano costretti ad indossare una stella di David di colore giallo, i secondi ne avevano una di colore blu.
Per fare spazio ai nuovi trasporti in arrivo, il 24 marzo 1942 circa 2.200 ebrei locali vennero deportati al campo di sterminio di Bełżec. Tra i mesi di marzo e maggio del 1942, circa 12.000-15.000 nuovi ebrei giunsero a Izbica da tutta Europa nell'ambito dell'Operazione Reinhard; tra loro erano presenti ingegneri, medici, economisti, generali dell'esercito e professori di Vienna, L'Aia, Heidelberg e Breslavia, compreso il vicepresidente di Praga. Erano costretti ad alloggiare in baracche di legno che potevano ospitare circa la metà dei prigionieri che effettivamente vi venivano stipati, ed erano schiacciati l'uno contro l'altro come fossero sardine. I rimanenti erano costretti a sopravvivere all'aperto. Gli ebrei solitamente rimanevano nelle baracche non più di quattro giorni, senza quasi nulla da mangiare. Molti morirono di tifo, a causa delle cattive condizioni igieniche.

### I massacri
Nella fase iniziale dell'esistenza del ghetto, i nazisti distrussero il cimitero ebraico locale, profanandone le lapidi, che poi utilizzarono per costruire i muri di una nuova prigione. Il ghetto di Izbica cominciò ad essere liquidato il 2 novembre 1942. Diverse migliaia di ebrei, circa 4.500, vennero assassinati nel giro di una settimana da un battaglione di guardie ucraine Trawniki, denominato Sonderdienst, e sepolti in fosse comuni scavate in tutta fretta all'interno del cimitero ebraico. Al posto del ghetto originario ne fu istituito un secondo più piccolo, con una popolazione di circa 1.000 ebrei locali, poi smantellato anch'esso il 28 aprile 1943 con la deportazione di tutti i suoi abitanti nel campo di sterminio di Sobibór. Di tutti gli ebrei residenti a Izbica (oltre il 90% della sua popolazione prebellica), solo 14 sopravvissero all'Olocausto. Il cimitero ebraico di Izbica è in fase di ricostruzione da parte della Fondazione per la preservazione del patrimonio ebraico in Polonia.